# Steinsamen
Steinsamen (Lithospermum) sind eine Pflanzengattung innerhalb der Familie der Raublattgewächse (Boraginaceae).

## Beschreibung

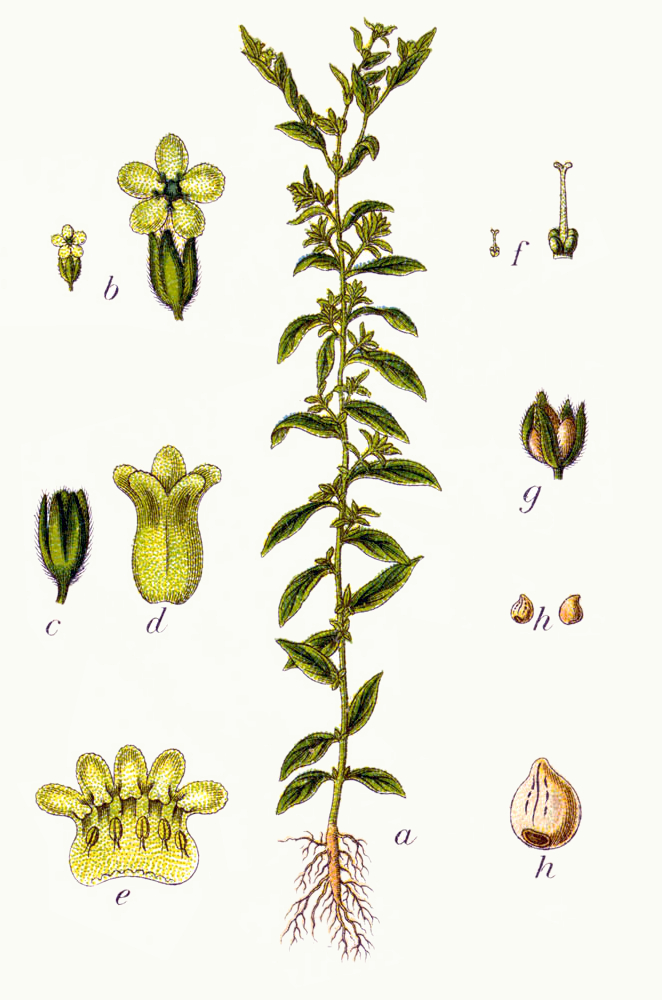
Illustration aus Sturm des Echten Steinsamens (Lithospermum officinale)

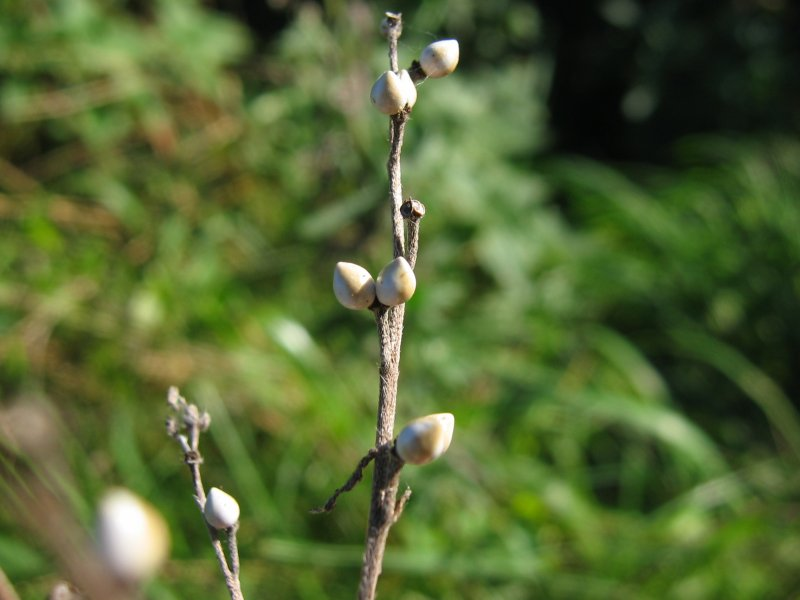
Echter Steinsame (Lithospermum officinale), fruchtend

### Vegetative Merkmale
Die Steinsamen-Arten sind selten ein- bis zweijährige oder meist ausdauernde krautige Pflanzen oder selten Halbsträucher bis Sträucher. Alle oberirdischen Pflanzenteile sind dicht anliegend behaart, wobei die Haare an der Basis verdickt sind.
Die wechselständig angeordneten Laubblätter besitzen keinen Blattstiel. Die einfachen, ganzrandigen Blattspreiten sind an der Unterseite deutlich fiedernervig. Nebenblätter fehlen.

### Generative Merkmale
Die Blüten in den unteren Bereichen stehen häufig einzeln in Blattachseln, die oberen stehen in beblätterten Wickeln.
Die zwittrigen Blüten sind radiärsymmetrisch und fünfzählig mit doppelter Blütenhülle. Die fünf Kelchblätter sind verwachsen, wobei der Kelch bis fast zum Grund geteilt ist und die Kelchzipfel stumpf sind. Die fünf weißen, weißlichgrünen bis -gelben oder blauen Kronblätter sind stielteller- bis trichterförmig verwachsen. Die Kronröhre enthält fünf Schuppen. Die Krone endet in fünf ausgebreiteten Kronzipfeln. Der Schlund ist durch fünf mehr oder weniger stark behaarte Falten verengt. Staubblätter und Griffel überragen die Krone nicht. Es ist nur ein Kreis mit fünf Staubblättern vorhanden. Die Staubfäden sind sehr kurz. Zwei Fruchtblätter sind zu einem oberständigen Fruchtknoten verwachsen, der durch eine falsche Scheidewand in vier Teile geteilt ist.
Die vier Teilfrüchte (Klausen) der Klausenfrucht sind meist eiförmig sowie meist vollständig glatt oder glatt mit mehr oder weniger vielen punktförmigen Vertiefungen oder selten grubig-warzig oder runzelig und besitzen keine Stacheln.

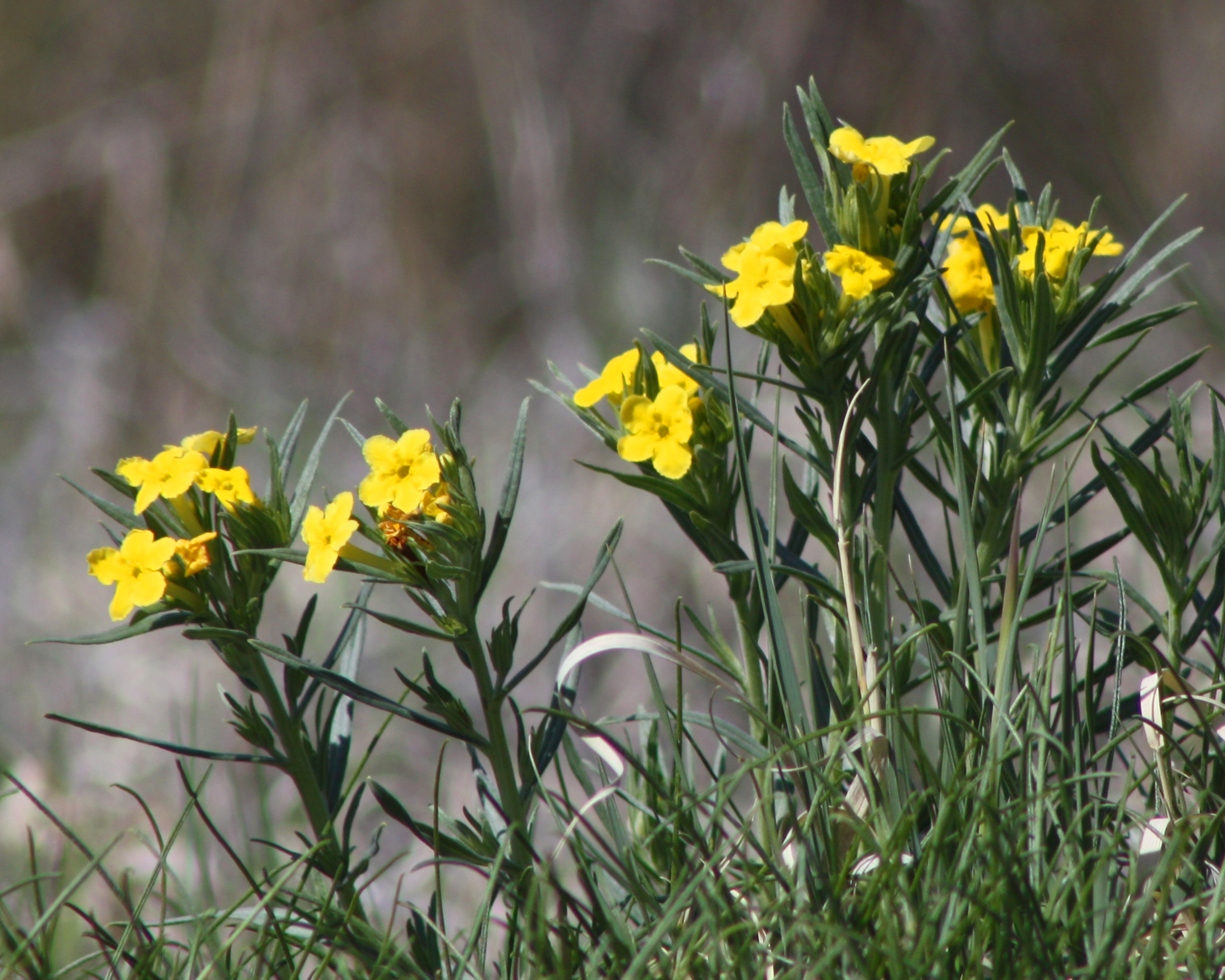
Lithospermum incisum

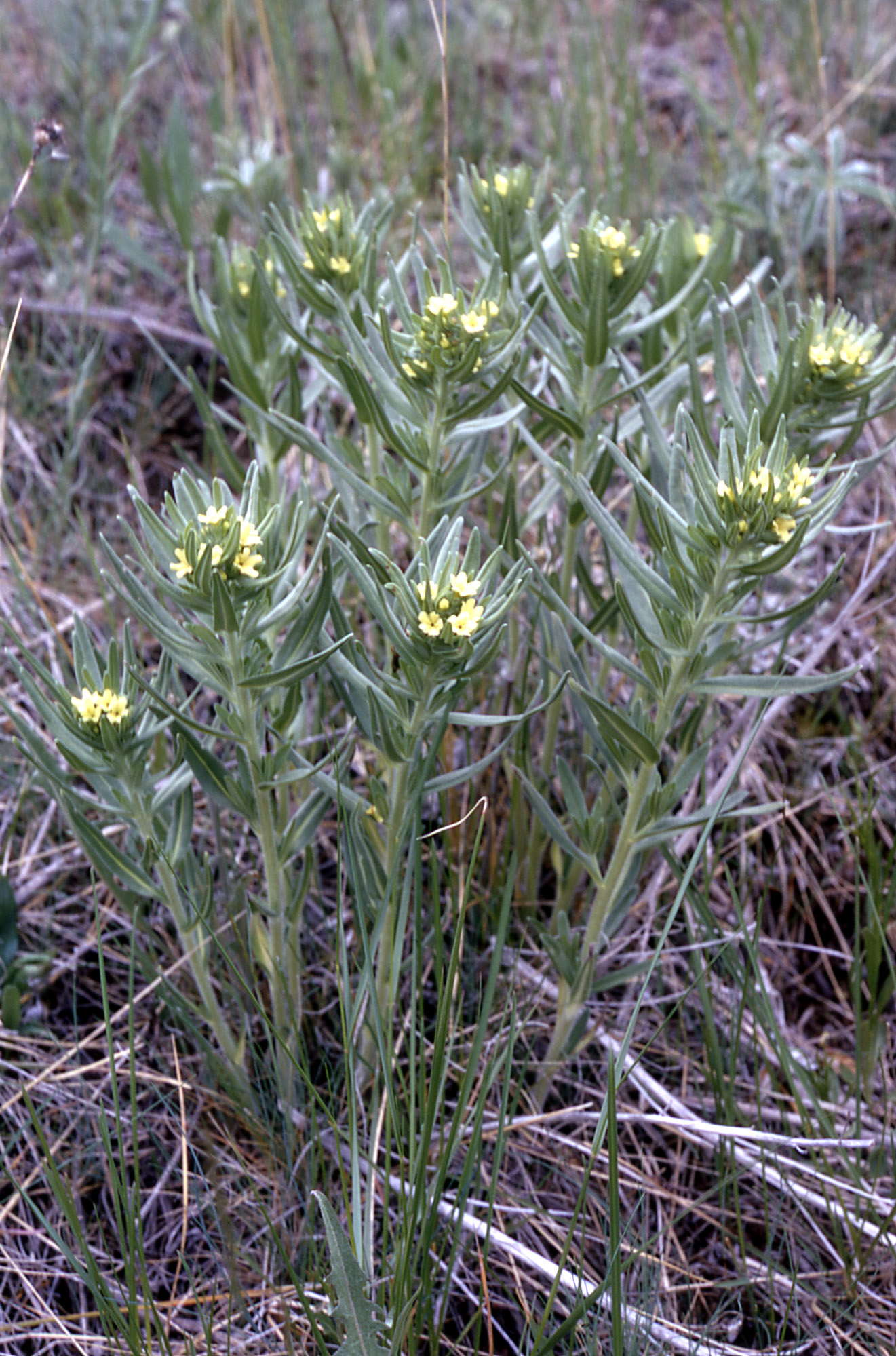
Lithospermum ruderale

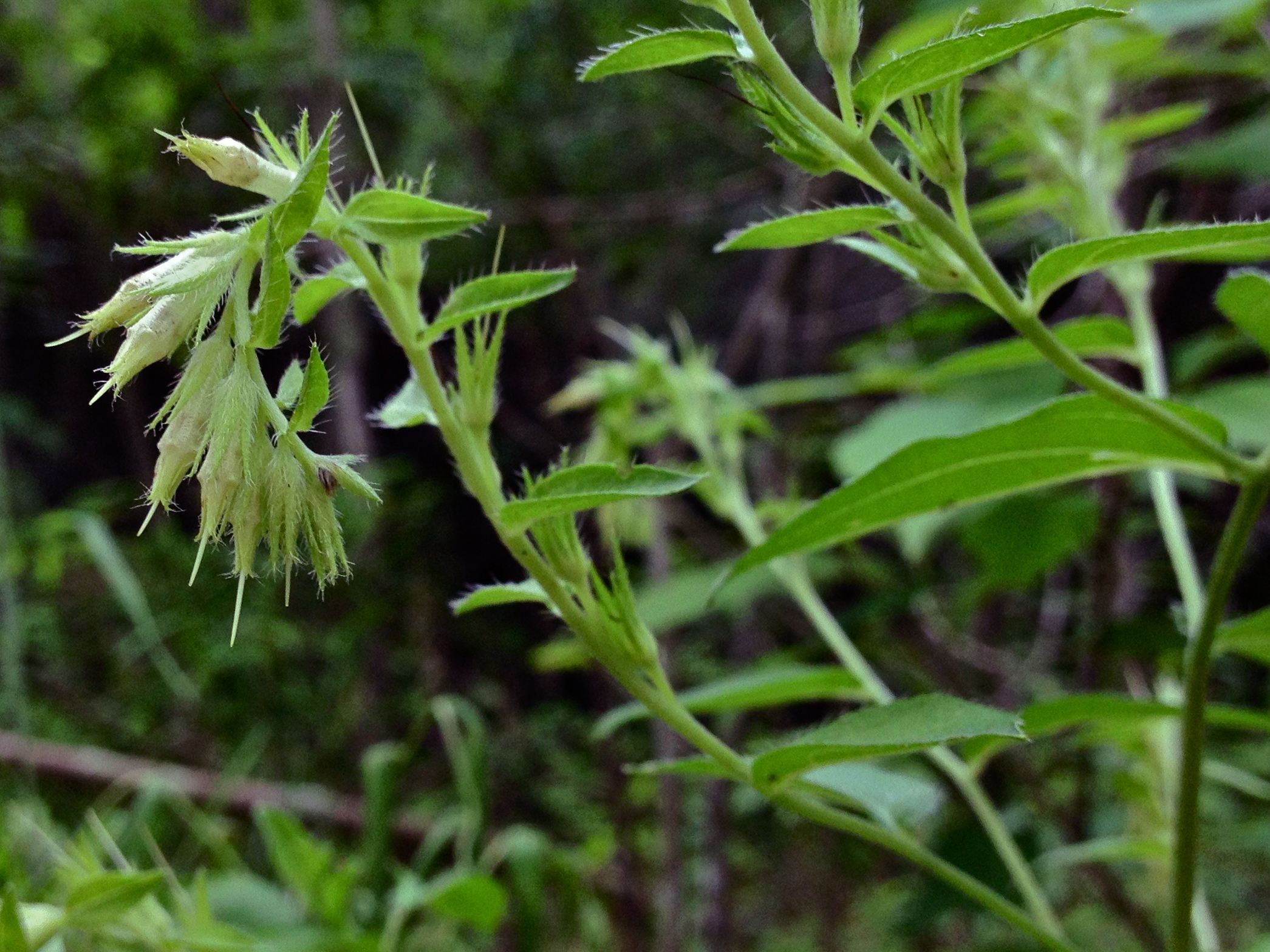
Lithospermum virginianum

## Systematik und Verbreitung
Die Gattung Lithospermum wurde durch Carl von Linné aufgestellt. Der Gattungsname Lithospermum leitet sich aus dem Griechischen und bedeutet „Steinsame“.
Die Gattung Lithospermum gehört zur Tribus Lithospermeae in der Unterfamilie Boraginoideae innerhalb der Familie Boraginaceae.
Die Gattung Lithospermum ist fast weltweit verbreitet mit Ausnahme Australiens, wobei nur eine Art (Lithospermum officinale) auch in Europa vorkommt.
Die Gattung Lithospermum umfasst etwa 59 Arten (Auswahl):
- Lithospermum canescens (Michx.) Lehm.: Sie kommt in Kanada und in den Vereinigten Staaten vor.[3]
- Lithospermum caroliniense (J.F.Gmel.) MacMill.: Sie kommt in den Vereinigten Staaten vor.[3]
- Lithospermum erythrorhizon Siebold & Zucc.: Sie kommt in China, Japan, Korea und in Russlands Fernem Osten vor.[3]
- Lithospermum helleri (Small) J.I.Cohen: Sie kommt nur in Texas vor.[3]
- Lithospermum incisum Lehm.: Sie kommt in Kanada in den Vereinigten Staaten und in Mexiko vor.[3]
- Lithospermum macbridei I.M.Johnst.: Sie kommt in Peru vor.[3]
- Lithospermum macromeria J.I.Cohen: Sie kommt in Arizona, New Mexico und Mexiko vor.[3]
- Lithospermum molle (Michx.) Muhl.: Sie kommt in Alabama, Kentucky und Tennessee vor.[3]
- Lithospermum multiflorum Torr. ex A.Gray: Sie kommt in den US-Bundesstaaten Arizona, New Mexico und im mexikanischen Bundesstaat Chihuahua vor.[3]
- Echter Steinsame (Lithospermum officinale L.): Er ist in Eurasien und Nordamerika weitverbreitet.
- Lithospermum onosmodium J.I.Cohen: Sie kommt in Kanada und in den Vereinigten Staaten vor.[3]
- Lithospermum ruderale Douglas ex Lehm.: Sie kommt im westlichen Kanada und in den westlichen Vereinigten Staaten vor.[3]
- Lithospermum tuberosum Rugel ex A.DC.: Sie kommt in den südlichen Vereinigten Staaten vor.[3]
- Lithospermum virginianum L.: Sie kommt in den östlichen Vereinigten Staaten vor.[3]

Die vielfach früher in die Gattung Lithospermum gestellten Arten Blauroter Steinsame und Acker-Steinsame werden meist in die Gattung Buglossoides gestellt. Wieder andere Arten werden zur im Jahr 2008 erstbeschriebenen Gattung Glandora D.C.Thomas, Weigend & Hilger oder zur Gattung Lithodora Griseb. gestellt.